# Агнон, Шмуэль Йосеф
Шмуэль Йосеф (ШаЙ) Агнон (при рождении Шмил-Йосеф Чачкес, ивр. שמואל יוסף עגנון‎, англ. Shmuel Yosef (S.Y.) Agnon; 17 июля 1888, Бучач, Галиция, Австро-Венгрия — 17 февраля 1970, Иерусалим, Израиль) — израильский писатель, романист, поэт, лауреат Нобелевской премии по литературе 1966 года «За глубоко оригинальное искусство повествования, навеянное еврейскими народными мотивами». Стал первым лауреатом одной из Нобелевских премий, представлявшим Израиль. Писал на иврите и на идише.
В конце 1920-х годов Агнон написал своё самое значительное произведение, двухтомный роман «Свадебный балдахин» (הכנסת כלה, «Хахнасат калла»), который был опубликован в 1931 году. В этом плутовском романе описываются приключения бедного хасида, который странствует по Восточной Европе в поисках мужей и приданого для трёх своих дочерей. Юмор и ирония в «Свадебном балдахине» сочетаются с состраданием, что типично для творчества Агнона в целом.
Другим из основных его произведений является «Ночной гость» (אורח נטה ללון, «Ореах ната лалун», 1937), в котором рассказывается о еврее, посетившем родное восточноевропейское местечко. Некогда бывший средоточием традиционной учёности и благочестия, городок страдает теперь от культурного и социального разлада.
В 1953—1962 годах вышло Полное собрание сочинений Агнона в восьми томах. В 1966 году совместно с Нелли Закс Агнон за романы «Свадебный балдахин» и «Ночной гость» получил Нобелевскую премию по литературе.

## Биография
Настоящее имя Шмуэль Йосеф Халеви Чачкес. Родился 17 июля 1888 в Бучаче в Галиции, провинции Австро-Венгерской империи (ныне Украина). Его отец, Шолом Мордхе Халейви Чачкес, по профессии торговец мехами, получил образование раввина и был чортковским хасидом. Мать Агнона, урождённая Эстер Фарб, была весьма начитанной женщиной. Высокообразован был и его дед по материнской линии, купец Иегуда Фарб, оказавший большое влияние на юного Агнона.
Образование, полученное в детстве, проявилось в темах и сюжетах многих произведений Агнона. Юный Агнон посещал хедер (начальную школу), а также изучал Талмуд под руководством своего отца и местного раввина. Подростком Агнон стал активным сионистом.
Свои первые поэтические произведения, опубликованные в местной газете, он написал на иврите и на идише. В 18-летнем возрасте Агнон отправился во Львов для работы в еврейской газете, в 1907 году предпринял путешествие в Яффу в Палестине, а годом позже переехал в Иерусалим. В то время он был секретарём еврейского суда и служил в различных еврейских советах. В 1909 году Агнон опубликовал короткую повесть «Покинутые жены» (עגונות, «Агунот»), названием которой впоследствии воспользовался для своего литературного псевдонима («Агнон» в переводе с иврита означает «брошенный»). С 1924 года «Агнон» становится официальной фамилией писателя.
В 1912 году Агнон возвратился в Европу и поселился в Берлине, где штудировал классиков, читал лекции по еврейской литературе, давал частные уроки иврита, исполнял обязанности научного консультанта. Вместе с теологом и философом Мартином Бубером Агнон собирал предания и притчи последователей хасидизма. Кроме того, Агнон и Бубер основали журнал «Юде» («Jude»).
В Берлине Агнон познакомился с еврейским издателем Залманом Шокеном, который в 1915 году предоставил ему пятилетнюю стипендию для занятий литературным творчеством при условии, что Агнон будет редактировать антологию еврейской литературы. Со временем Шокену удалось основать собственное издательство в Берлине, в котором выходили в основном произведения Агнона.
Чтобы освободиться от службы в армии во время первой мировой войны, Агнон на протяжении нескольких недель до прохождения призывной комиссии в 1916 году очень много курил, принимал таблетки и мало спал, в результате чего вместо армии попал в госпиталь с серьёзным расстройством почек.
В 1919 году он женился на Эстер Маркс, несмотря на несогласие её отца, церемонию провёл известный раввин И. Я. Вайнберг. Эстер Маркс приходилась двоюродной сестрой Фриде Райхман, жене психоаналитика Эриха Фромма. Брак принёс Агнонам дочь и сына. Из-за войны и её последствий Агнон возвратился в Иерусалим только в 1924 году. К этому времени Палестина стала подмандатной территорией Великобритании. В 1927 году он поселился в районе Иерусалима Тальпиот. Во время арабского мятежа 1929 года его дом был разграблен, и он построил себе новый, в котором и прожил до конца жизни.
В начале 1930-х годов произведения Агнона широко публиковались на немецком языке, однако действие многих книг этого периода происходит в Палестине. Когда же в 1938 году нацисты закрыли издательство Шокена, предприниматель перебрался в Тель-Авив, где продолжил издавать произведения Агнона. В конце второй мировой войны Шокен открыл филиал своего издательства в Нью-Йорке и начал публиковать книги Агнона на английском языке, после чего писатель приобрёл мировую известность.
Ознакомившись с творчеством Агнона, влиятельный американский критик Эдмунд Уилсон в конце 1950-х годов официально предложил кандидатуру писателя в качестве соискателя Нобелевской премии по литературе. Однако лауреатом Нобелевской премии Агнон стал лишь в 1966 году: она была присуждена ему за «глубоко оригинальное искусство повествования, навеянное еврейскими народными мотивами». Вместе с Агноном получила Нобелевскую премию Нелли Закс. В адресе Нобелевского комитета были особо выделены «Свадебный балдахин» и «Ночной гость». Нобелевской лекции Агнон не читал, но в своей краткой речи при вручении премии он подчеркнул влияние Талмуда и других религиозных еврейских книг на его творчество.
В последние годы жизни Агнон стал в Израиле своего рода национальным кумиром. Когда в иерусалимском районе Тальпийот начались строительные работы, мэр города Тедди Коллек приказал установить специальный знак вблизи дома Агнона: «Соблюдайте тишину! Агнон работает».
Несмотря на огромную популярность, сам Агнон был убеждён, что его читательская аудитория сокращается. В газовых камерах Второй мировой войны погибло значительное число тех людей, для которых он писал, и писателю казалось, что молодое поколение равнодушно к тем традиционным культурным ценностям, которые нашли отражение в его творчестве. Скончался от сердечного приступа 17 февраля 1970 года в  Иерусалиме. Похоронен на Масличной (Елеонской) горе в Иерусалиме.
Помимо Нобелевской премии, Агнон был удостоен и других наград, в том числе престижной Бяликской премии Тель-Авива ([1935 и 1951), Усышкинской премии (1950) и премии Израиля (1950 и 1958). Кроме того, писатель был удостоен почётных степеней Иудейской теологической семинарии в Америке, Еврейского университета в Иерусалиме, Колумбийского университета в США. В 1962 году Агнон был избран почётным гражданином Иерусалима. В настоящее время Агнон считается одним из наиболее выдающихся еврейских писателей

## Память
В 1981 году в Израиле вышла почтовая марка, посвящённая Шмуэлю Агнону.
Почтовую марку с изображением Шмуэля Агнона в 1995 году выпустила почта Антигуа и Барбуды.
В Бучаче, на родине писателя, в его честь переименована улица, на которой он родился, установлена мемориальная доска на его родном доме и памятник, открыт Литературный центр имени Агнона.

### Издания на русском языке
- Идо и Эйнам: Рассказы, повести, главы из романов / Пер. с иврита; Вступ. ст. И. Орена. Иерусалим, 1975. 296 с. («Библиотека Алия». № 25).
- В сердцевине морей / Пер. с иврита и коммент. И. Шамира; Предисл. Л. Аннинского; Оформл. Э. Зарянского. М.: Радуга, 1991. 335 с.
- Во цвете лет: Повести и рассказы / Пер. с иврита, предисл., послесл. и коммент. И. Шамира. М.: Панорама, 1996. 350 с. («Лауреаты Нобелевской премии»).
- Новеллы / Пер. с иврита. М.—Иерусалим: Мосты культуры — Гешарим, 2004. 544 с.
  - То же. 2008. 542 с.
- Простая история: Роман / Пер. с иврита под ред. Б. Горина. М.: Лехаим, 2004. 400 с.
- Вчера-позавчера: Роман / Пер. с иврита Т. Белицки. — М.: Текст, 2010. 864 с.
- Рассказы о Бааль-Шем-Тове / Пер. с иврита С. Гойзмана. — М.: Текст; Книжники, 2011. 608 с.
- До сих пор: Роман / Пер. с иврита Р. Нудельмана, А. Фурман. — М.: Текст; Книжники, 2012. 348 с.
- Под знаком рыб / Пер. с иврита А. Фурман. — М.: Текст; Книжники, 2014. 352 с.
- Путник, зашедший переночевать: Роман / Пер. с иврита Р. Нудельмана, А. Фурман. — М.: Текст, 2016. 736 с.